# Abbaye de la Woestyne
L'Abbaye de la Woestyne (Sancta Maria in Deserto), parfois orthographiée Woestine, Wastine ou même Oustine, est une abbaye cistercienne féminine. Fondée en 1217 dans la commune de Renescure, elle est fermée à la Révolution. Son domaine, racheté, est aujourd'hui majoritairement occupé par l'usine Bonduelle de Renescure.

## Situation et toponymie
L'abbaye est située environ à un kilomètre au nord du bourg de Renescure, au sud-est de la forêt domaniale de Rihoult Clairmarais ; elle est donc à la limite entre les deux départements Nord et Pas-de-Calais, bien qu'entièrement du côté du Nord. Elle est également à moins de six kilomètres à vol d'oiseau de l'abbaye de Clairmarais.
Le mot flamand woestine signifie « friche » ou « désert » et indique bien l'état de solitude du lieu défriché par les chanoines puis surtout les moniales cisterciennes.

## Historique

### Fondation
L'abbaye est fondée en 1195 par Gérard de Renescure, qui y établit des chanoines réguliers. En 1217 (1227 selon les sources plus anciennes), ses successeurs demandent à des religieuses cisterciennes de venir remplacer ces derniers. La fondation devient abbaye, fille de la Brayelle,.

### Période de la commende
La veille de la bataille de la Peene, Philippe d'Orléans établit son quartier général dans l'abbaye.

### Période révolutionnaire
À la veille de la Révolution, il reste à l'abbaye vingt-cinq religieuses, de 70 à 24 ans. L'abbesse est Briois (originaire de Ternas) et la prieure Pétronille Carré. Parmi les religieuses, Hyacinthe de Wismes est à mentionner ; avec une cistercienne de la Brayelle et une des Prés, elle s'enfuit en Belgique puis en Allemagne ; elles forment une première communauté qui est par la suite à l'origine des Cisterciennes bernardines d'Esquermes.
L'abbaye est vendu comme bien national. Les Virnot de Lille rachètent les lieux. Les Carpentier Dessemblois en seront aussi propriétaires avant le rachat par les associés Lesaffre et Bonduelle. Seule la ferme et les douves qui ceinturaient les bâtiments sont conservées. Au début du XXIe siècle, une grange cistercienne est toujours présente. Les meubles sont vendus aux paroisses de Blaringhem (lambris, tableaux, ) et Ebblinghem (banc de communion, confessionnal).

### Première Guerre mondiale
Pendant la Première Guerre mondiale, des troupes passent et séjournent par l'abbaye qui est située à l'arrière du front; ainsi par exemple, en mai 1917, le site accueille des troupes d'infanterie venant du front de l'est.

## Abbesses
- Françoise d'Affringues (d'Haffrenghes, d'Haffringhes), abbesse de 1674 au 29 octobre 1691, morte à 68 ans. Sa sœur Louise est religieuse dans la même abbaye[11].